# Lairg
Lairg (Gaelisch:An Luirg) is een klein stadje in het midden van het traditionele graafschap Sutherland, bestuurlijke regio Highland, Schotland met 700 inwoners. Het ligt aan de oevers van Loch Shin en heeft een spoorwegstation op de Far North Line. Het dorp heeft jaarlijks in augustus een grote schapenmarkt, een van de grootste van Europa.
Ten zuiden van het centrum, langs de B864, liggen de Falls of Shin, een waterval op de rivier Shin op een domein dat anno 2011 in het bezit is van Mohamed Al-Fayed.